# Chastre-Villeroux-Blanmont
Chastre-Villeroux-Blanmont (wa. Tchåsse-Vilrou-Blinmont) – dzielnica (section) gminy Chastre w Belgii, w Regionie Walońskim, w prowincji Brabancja Walońska, w okręgu Nivelles. 1 stycznia 2020 roku liczyła 3979 mieszkańców. Do 31 grudnia 1976 samodzielna gmina.

## Demografia
Liczba mieszkańców, stan na 1 stycznia:
| Rok                | 1930 | 1961 | 2020 |
| ------------------ | ---- | ---- | ---- |
| Liczba mieszkańców | 1479 | 1506 | 3979 |